# Margarete Eriksdotter Wasa

Margarete Eriksdotter Wasa

Margarete Eriksdotter Wasa (* 1497; † 31. Dezember 1536 in Reval), (schwedisch Margareta Eriksdotter Vasa, auch Margarete von Hoya) war eine schwedische Adlige und Schwester König Gustavs I. von Schweden.

## Leben
Margareta wurde als Tochter von Erik Johannsson Wasa und Cecilia Månsdotter Eka geboren. Am 30. März 1516 heiratete sie den Adligen und Reichsrat Joakim Brahe, der 1520, zusammen mit ihrem Vater, beim Stockholmer Blutbad getötet wurde. Margarete sowie ihre Mutter, Großmutter, ihre Schwestern und ihre Tante Christina Gyllenstierna wurden gefangen genommen und in Kopenhagen in den sogenannten Blauen Turm gesperrt.
Nachdem ihr Bruder Gustav 1523 zum König von Schweden gewählt worden war, kehrte Margarete 1524 nach ihrer Freilassung in ihr Heimatland zurück. Am 15. Januar 1525 heiratete sie den deutschen Grafen und Heerführer Johann von Hoya, der Statthalter von Wyborg wurde.
Während der Grafenfehde starb Johann von Hoya am 11. Juni 1535 bei einer Schlacht auf Fünen. Nach Konflikten mit ihrem Bruder verließ Margarete Schweden, weil sie fürchtete, er könne ihre Söhne umbringen lassen. Sie starb in Reval und wurde in der dortigen Domkirche bestattet.

## Nachkommen
mit Joakim Brahe:
- Per Brahe der Ältere (1520–1590)
- Britta Brahe

mit Johann von Hoya:
- Johann IV. von Hoya (1529–1574), Fürstbischof von Osnabrück
- Jobst, Koadjunktor von Köln (nach Gefangennahme durch Franz von Halle im Gefängnis gestorben)